# Premier League de Gales 2018-19
La Premier League de Gales 2018-19 fue la edición número 27 de la Premier League de Gales. La temporada comenzó el 10 de agosto de 2018 y finalizó el 26 de abril de 2019.
El The New Saints conquistó su 13° título, alcanzado así su 8 estrella consecutiva

## Sistema de competición
Los 12 equipos jugaron entre sí todos contra todos dos veces totalizando 22 fechas al término de las cuales los equipos se dividieron en dos grupos. El Grupo campeonato lo integraron los seis primeros de la fase regular, mientras que el Grupo descenso lo integraron los seis últimos; dentro de cada grupo los equipos jugaron entre sí todos contra todos dos veces totalizando 10 fechas más. Los equipos mantuvieron el mismo puntaje conseguido en la Fase Regular dentro de cada grupo, por lo que al final de la temporada cada club jugó 32 fechas.
El primer clasificado del Grupo campeonato se clasificó a la primera ronda de la Liga de Campeones 2019-20. El segundo clasificado del Grupo campeonato se clasificó a la primera ronda de la Liga Europa 2019-20, mientras que los equipos clasificados desde el tercer lugar hasta el último del Grupo campeonato más el primer clasificado del Grupo descenso jugaron los Play-offs por un cupo en la primera ronda de la Liga Europa 2019-20. Los dos últimos clasificados del Grupo descenso descendieron a la Cymru Alliance 2019-20 o a la First Division 2019-20, dependiendo a cual de las dos ligas estén afiliados los equipos.
Un tercer cupo para la Liga Europa 2019-20 fue asignado al campeón de la Copa de Gales.

## Equipos participantes
| Club                            | Ciudad        | Estadio          | Capacidad |
| ------------------------------- | ------------- | ---------------- | --------- |
| Aberystwyth Town                | Aberystwyth   | Park Avenue      | 5.000     |
| Bala Town                       | Bala          | Maes Tegid       | 3.000     |
| Barry Town United               | Barry         | Jenner Park      | 3,500     |
| Caernarfon Town                 | Caernarfon    | Estadio Oval     | 3.400     |
| Cardiff Metropolitan University | Cardiff       | Cyncoed Campus   | 1.620     |
| Carmarthen Town                 | Carmarthen    | Richmond Park    | 3.000     |
| Cefn Druids                     | Wrexham       | The Rock         | 3.000     |
| Connah's Quay Nomads            | Connah's Quay | Deeside Stadium  | 1.500     |
| Llandudno                       | Llandudno     | Park MBi Maesdu  | 1.013     |
| Llanelli Town                   | Llanelli      | Stebonheath Park | 3.700     |
| Newtown                         | Newtown       | Latham Park      | 5.000     |
| The New Saints                  | Oswestry      | Park Hall        | 2.000     |

## Fase Regular

### Clasificación
| Pos. | Equipo                          | Pts. | PJ | G  | E | P  | GF | GC | Dif. | Clasificación 2018–19    |
| ---- | ------------------------------- | ---- | -- | -- | - | -- | -- | -- | ---- | ------------------------ |
| 1    | Barry Town                      | 47   | 22 | 15 | 2 | 5  | 40 | 31 | +9   | Ronda por el campeonato  |
| 2    | The New Saints                  | 46   | 22 | 14 | 4 | 4  | 63 | 12 | +51  | Ronda por el campeonato  |
| 3    | Connah's Quay Nomads            | 45   | 22 | 14 | 3 | 5  | 59 | 23 | +36  | Ronda por el campeonato  |
| 4    | Newtown                         | 36   | 22 | 10 | 6 | 6  | 38 | 29 | +9   | Ronda por el campeonato  |
| 5    | Caernarfon Town                 | 34   | 22 | 9  | 7 | 6  | 32 | 26 | +6   | Ronda por el campeonato  |
| 6    | Bala Town                       | 34   | 22 | 10 | 4 | 8  | 43 | 38 | +5   | Ronda por el campeonato  |
| 7    | Cardiff Metropolitan University | 30   | 22 | 9  | 3 | 10 | 35 | 31 | +4   | Ronda por la permanencia |
| 8    | Aberystwyth Town                | 27   | 22 | 8  | 3 | 11 | 26 | 43 | −17  | Ronda por la permanencia |
| 9    | Carmarthen Town                 | 24   | 22 | 6  | 6 | 10 | 30 | 42 | −12  | Ronda por la permanencia |
| 10   | Cefn Druids                     | 21   | 22 | 5  | 6 | 11 | 26 | 40 | −14  | Ronda por la permanencia |
| 11   | Llanelli Town                   | 15   | 22 | 4  | 3 | 15 | 21 | 70 | −49  | Ronda por la permanencia |
| 12   | Llandudno                       | 11   | 22 | 2  | 5 | 15 | 17 | 45 | −28  | Ronda por la permanencia |

Actualizado a los partidos jugados el 12 de enero de 2019.
 Fuente: Soccerway

### Tabla de resultados cruzados
| Local \ Visitante               | ABE | BAL | BAR | CAE | CMU | CAR | CEF | CON | LLA | LTO | NEW | TNS |
| ------------------------------- | --- | --- | --- | --- | --- | --- | --- | --- | --- | --- | --- | --- |
| Aberystwyth Town                | —   | 3–2 | 0–1 | 0–0 | 1–4 | 1–1 | 0–2 | 1–6 | 1–0 | 3–1 | 0–2 | 1–0 |
| Bala Town                       | 2–3 | —   | 0–1 | 1–3 | 3–0 | 2–1 | 2–1 | 2–1 | 2–1 | 3–1 | 3–2 | 1–1 |
| Barry Town                      | 2–1 | 3–2 | —   | 2–1 | 2–1 | 1–0 | 2–1 | 2–0 | 2–1 | 5–2 | 4–1 | 0–2 |
| Caernarfon Town                 | 4–0 | 2–2 | 0–1 | —   | 2–0 | 3–1 | 1–0 | 0–0 | 3–3 | 3–0 | 0–3 | 0–3 |
| Cardiff Metropolitan University | 2–3 | 3–0 | 3–0 | 0–1 | —   | 1–1 | 1–0 | 1–3 | 0–1 | 4–0 | 2–1 | 4–1 |
| Carmarthen Town                 | 2–2 | 1–2 | 2–3 | 4–3 | 2–0 | —   | 2–3 | 3–2 | 0–0 | 2–0 | 3–0 | 0–3 |
| Cefn Druids                     | 1–0 | 2–2 | 2–5 | 1–1 | 1–1 | 4–0 | —   | 1–2 | 2–1 | 2–3 | 1–1 | 0–3 |
| Connah's Quay Nomads            | 2–1 | 4–1 | 2–2 | 0–1 | 6–1 | 3–1 | 3–1 | —   | 3–0 | 6–0 | 3–1 | 1–0 |
| Llandudno                       | 0–1 | 2–4 | 2–0 | 1–1 | 0–3 | 1–2 | 0–0 | 0–4 | —   | 1–2 | 0–0 | 0–4 |
| Llanelli Town                   | 1–3 | 1–7 | 1–1 | 2–2 | 0–2 | 1–1 | 2–0 | 0–7 | 2–1 | —   | 1–3 | 0–2 |
| Newtown                         | 2–1 | 2–0 | 2–0 | 2–0 | 2–1 | 1–1 | 1–1 | 1–1 | 3–1 | 7–1 | —   | 1–1 |
| The New Saints                  | 6–0 | 0–0 | 5–1 | 0–1 | 1–1 | 6–0 | 7–0 | 3–0 | 6–1 | 5–0 | 4–0 | —   |

## Ronda por el campeonato

### Clasificación
| Pos. | Equipo               | Pts. | PJ | G  | E | P  | GF | GC | Dif. | Clasificación 2019–20                              |
| ---- | -------------------- | ---- | -- | -- | - | -- | -- | -- | ---- | -------------------------------------------------- |
| 1    | The New Saints (C)   | 74   | 32 | 23 | 5 | 4  | 99 | 16 | +83  | Primera Ronda de la Liga de Campeones              |
| 2    | Connah's Quay Nomads | 62   | 32 | 19 | 5 | 8  | 76 | 33 | +43  | Primera Ronda de la Liga Europa                    |
| 3    | Barry Town           | 56   | 32 | 17 | 5 | 10 | 54 | 51 | +3   | Ronda preliminar de la Liga Europa                 |
| 4    | Caernarfon Town      | 46   | 32 | 13 | 7 | 12 | 45 | 47 | −2   | Play-offs para entrar en la Liga Europa de la UEFA |
| 5    | Newtown              | 46   | 32 | 13 | 7 | 12 | 53 | 56 | −3   | Play-offs para entrar en la Liga Europa de la UEFA |
| 6    | Bala Town            | 44   | 32 | 13 | 5 | 14 | 55 | 63 | −8   | Play-offs para entrar en la Liga Europa de la UEFA |

Actualizado a los partidos jugados el 12 de enero de 2019.
 Fuente: Soccerway

### Tabla de resultados cruzados
| Local \ Visitante    | BAL | BAR | CAE | CON | NEW | TNS |
| -------------------- | --- | --- | --- | --- | --- | --- |
| Bala Town            | —   | 2–5 | 1–0 | 1–4 | 2–2 | 0–7 |
| Barry Town           | 0–2 | —   | 4–0 | 1–1 | 1–3 | 0–4 |
| Caernarfon Town      | 1–0 | 2–0 | —   | 1–0 | 4–1 | 0–3 |
| Connah's Quay Nomads | 1–0 | 1–1 | 6–2 | —   | 2–0 | 0–2 |
| Newtown              | 2–3 | 3–0 | 3–2 | 1–2 | —   | 0–6 |
| The New Saints       | 3–1 | 2–2 | 3–1 | 1–0 | 5–0 | —   |

## Ronda por la permanencia

### Clasificación
| Pos. | Equipo                              | Pts. | PJ | G  | E | P  | GF | GC  | Dif. | Clasificación 2019–20                                           |
| ---- | ----------------------------------- | ---- | -- | -- | - | -- | -- | --- | ---- | --------------------------------------------------------------- |
| 1    | Cardiff Metropolitan University (O) | 51   | 32 | 16 | 3 | 13 | 53 | 40  | +13  | Play-offs para entrar en la Liga Europa de la UEFA              |
| 2    | Aberystwyth Town                    | 44   | 32 | 13 | 5 | 14 | 44 | 0   | +44  |                                                                 |
| 3    | Carmarthen Town                     | 39   | 32 | 12 | 6 | 14 | 49 | 53  | −4   |                                                                 |
| 4    | Cefn Druids                         | 39   | 32 | 10 | 9 | 13 | 43 | 49  | −6   |                                                                 |
| 5    | Llandudno                           | 22   | 32 | 5  | 7 | 20 | 33 | 65  | −32  | Descenso a Cymru Alliance 2019-20 o a la First Division 2019-20 |
| 6    | Llanelli Town                       | 16   | 32 | 4  | 4 | 24 | 31 | 101 | −70  | Descenso a Cymru Alliance 2019-20 o a la First Division 2019-20 |

Actualizado a los partidos jugados el 26 de abril de 2019.
 Fuente: Soccerway
Notas:
1. ↑  Carmarthen Town se le dedujeron 3 puntos.[2]

### Tabla de resultados cruzados
| Local \ Visitante               | ABE | CMU | CAR | CEF | LLA | LTO |
| ------------------------------- | --- | --- | --- | --- | --- | --- |
| Aberystwyth Town                | —   | 2–0 | 3–2 | 0–0 | 1–1 | 3–2 |
| Cardiff Metropolitan University | 1–0 | —   | 1–0 | 3–0 | 3–0 | 3–2 |
| Carmarthen Town                 | 6–2 | 1–0 | —   | 0–1 | 2–0 | 3–1 |
| Cefn Druids                     | 3–1 | 3–1 | 0–1 | —   | 2–2 | 0–0 |
| Llandudno                       | 1–2 | 1–2 | 3–1 | 0–5 | —   | 4–2 |
| Llanelli Town                   | 2–4 | 0–4 | 0–3 | 1–3 | 0–4 | —   |

## Play-offs de la UEFA Europa League
Los equipos que terminen en los puestos tercero a séptimo al final de la temporada regular participarán en los play-offs para determinar el tercer participante para la UEFA Europa League 2019-2020 , que se clasificarán para la ronda preliminar .
| 10 de mayo de 2019, 20:45; | Newtown          | 1:2 (0:1) | Bala Town                            | Parque Latham, Newtown                               |                                                      |
|                            | - Joe Kenton 89' |           | - 40' Kieran Smith - 53' Henry Jones | Asistencia: 424 espectadores Árbitro(s): Kevin Parry | Asistencia: 424 espectadores Árbitro(s): Kevin Parry |

| 11 de mayo de 2019, 20:30; | Caernarfon Town                          | 2:3 (1:1) | Cardiff Metropolitan University                    | The Oval, Caernarfon                                 |                                                      |
|                            | - Darren Thomas 19' - Nathan Craig 90+2' |           | - 38' Baker - 68' Adam Roscrow - 82' Kyle McCarthy | Asistencia: 1.280 espectadores Árbitro(s): Lee Evans | Asistencia: 1.280 espectadores Árbitro(s): Lee Evans |

### Final
| 11 de mayo de 2019, 20:30; | Bala Town                                    | 1:1 (1:1, 0:0) (t. s.)(1:3 p.) | Cardiff Metropolitan University           | Maes Tegid, Bala                                    |                                                     |
|                            | - Henry Jones 20'                            |                                | - 24' Eliot Evans                         | Asistencia: 623 espectadores Árbitro(s): Dean Jones | Asistencia: 623 espectadores Árbitro(s): Dean Jones |
|                            |                                              | Tiros desde el punto penal     |                                           |                                                     |                                                     |
|                            | - Nathan Burke - Venables - Hayes - Stephens |                                | - McCarthy - Rees - Evans - Lewis - Evans |                                                     |                                                     |